# Ideli Salvatti
Ideli Salvatti García (18 de marzo de 1952 en São Paulo) es una política y sindicalista brasileña que fue miembro del gabinete de ministros de la presidenta de dicho país, Dilma Rousseff.

## Biografía
Se graduó de Licenciada en física en la Universidad Federal de Paraná, y en 1976 se instaló en Santa Catarina. De su matrimonio con Eurides Mescolotto tuvo dos hijos: Felipe Salvatti Mescolotto y Mariana Salvatti Mescolotto. Se volvió a casar en 2009 con Jeferson Figueiredo.
A finales de la década de 1970, se mudó a Joinville donde estuvo en algunas comunidades eclesiásticas de base y en el Centro de Defensa de Derechos Humanos, entidad de la cual fue fundadora y presidenta. En 1980, ayudó a fundar el Partido dos Trabalhadores en Joinville, formando parte del directorio. Enseñó el marco del Magistério Estatal entre 1983 y 1994. En 1993, también inició su militancia en el Movimiento Sindical de la Associación de Profesores de Joinville (APJ). En 1987, fue elegida presidenta de la Asociación de Licenciados de Santa Catalina (ALISC).
Fue presidenta del Sindicato de Trabajadores Educativos (SINTE/SC) por dos mandatos, en 1989 y en 1992, cuando ya vivía en Florianópolis. Fue una de las fundadoras de la Central Única dos Trabalhadores (CUT/SC), siendo Tesorera de gestión entre los años 1988 y 1991. 
Ideli fue parte del Directorio y de la Ejecutiva del Partido de los Trabajadores de Santa Catarina por diversos mandatos, siendo actualmente integrante del directorio del partido. En 1994, fue elegida por primera vez para el cargo de diputada del Estado de Santa Catarina (1995-1998) y reelecta en 1998 (1999-2002) para su segundo mandato.

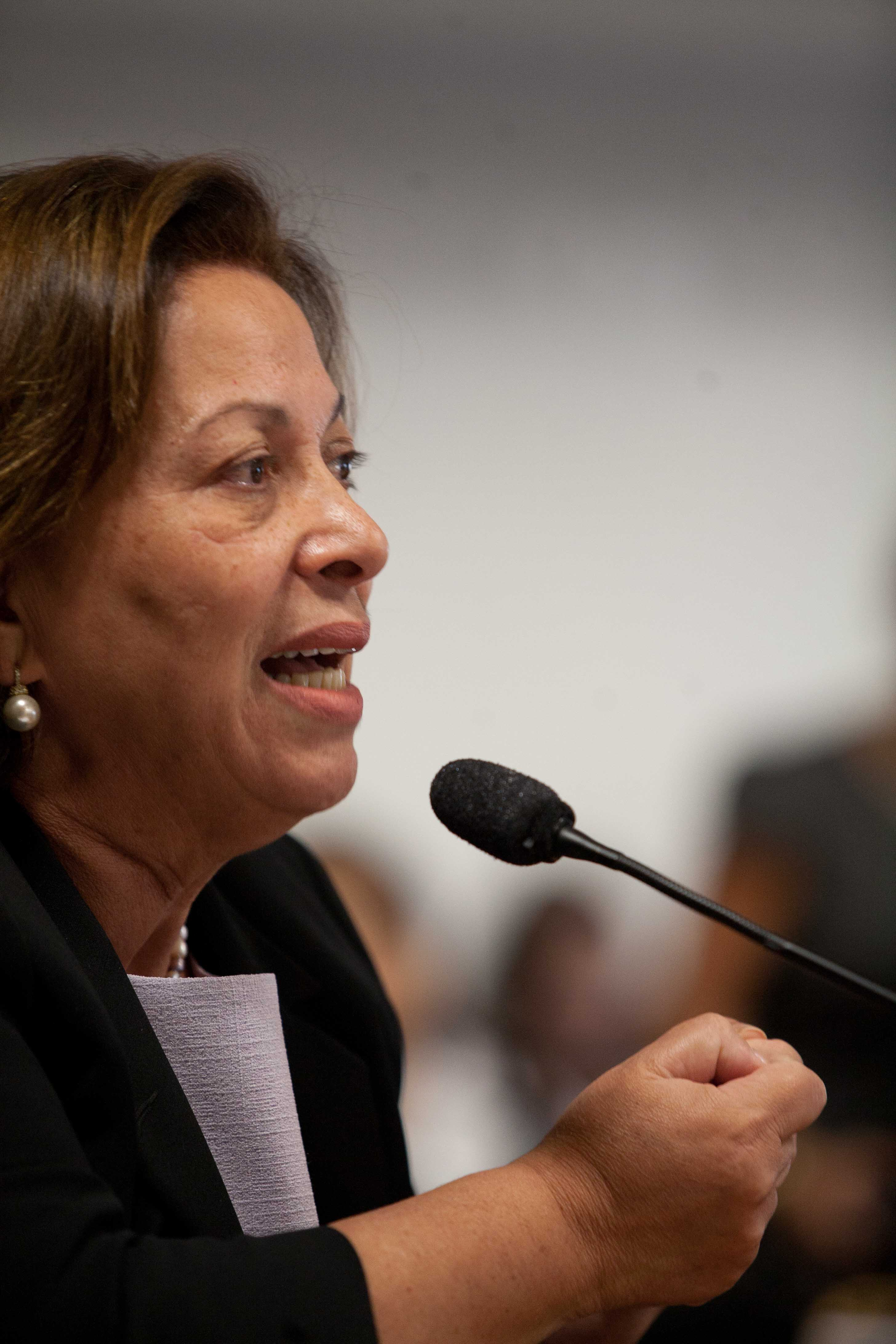
Ideli Salvatti durante una votación en el Senado brasileño en 2010.

### Senado
En 2002, se convirtió en la primera mujer en ser electa senadora por el estado de Santa Catarina, logrando ser líder de su partido en el Congreso en 2009.
En 2009, la senadora Ideli asumió la presidencia de la Comisión Mixta sobre el cambio climático. También integró en el Senado, como titular, las comisiones de Constitución y Justicia y la de Infraestrutura, y fue suplente en las de: Educación, Asuntos sociales, y Asuntos económicos.

### Candidatura a gobernadora en 2010
Salvatti anunció su candidatura a gobernadora del estado de Santa Catarina en las elecciones de 2010, por el Partido de los Trabajadores. Finalmente fue vencida por Raimundo Colombo (Demócratas) y superada por Ângela Amin (Partido Progresista), obteniendo el tercer lugar con un 21,9% de los sufragios (754 223 votos).

### Gobierno de Dilma Rousselff
Fue designada por la presidenta electa, Dilma Rousseff (PT) como ministra de Pesca y Acuicultura en 2010. Permaneció en el cargo hasta junio de 2011.
El 10 de junio de 2011, Dilma Rousseff nombró a Ideli Salvatti en la Secretaría de Relaciones institucionales, un órgano de articulación política del gobierno con el Congreso. Ideli reemplazó al exdiputado Luiz Sérgio Nóbrega de Oliveira, quién a su vez la sustituyó en el Ministerio de Pesca y Acuicultura.